# Sojuz TMA-4
Sojuz TMA-4 (ryska: Союз ТMA-4) var en flygning i det ryska rymdprogrammet. Flygningen gick till Internationella rymdstationen. Farkosten sköts upp från Kosmodromen i Bajkonur med en Sojuz-FG-raket, den 19 april 2004. Man dockade med rymdstationen den 21 april 2004.
Man lämnade rymdstationen den 23 oktober 2004. Några timmar senare återinträdde den i jordens atmosfär och landade i Kazakstan.
I och med att farkosten lämnade rymdstationen var Expedition 9 avslutad.